# Poprad (rzeka)
Poprad (słow. Poprad, niem. Popper, węg. Poprád, łem. Попрад) – rzeka we wschodniej Słowacji i w południowo-wschodniej Polsce, w dorzeczu Wisły. W dokumentach źródłowych nazwa „Poprad” jest jedną z najstarszych na Podtatrzu. W 1244 r. występowała jako Poprad, ale także Poprat, Popart, Paprad, Poprut itp., jednak etymologia tego słowa jest sporna.
Ma źródła na Spiżu pod wodnym działem na podnóżu Tatrów powyżej miasta Poprad (...). Długość biegu około 18 mil – pisał w połowie XIX w. Wincenty Pol w swym dziele pt. „Rzut oka na północne stoki Karpat”, dodając: Dolina jego jest dzika, górska, kamieńcem zasuta na Spiżu; ciągnie się głębokim wyłomem w okolicy Piwnicznéj (...) poniżej tego wyłomu rozkłada się dolina znowu széroko na ujściu około Sącza.
Rzeka ma długość 174,2 km, z czego 113 km na Słowacji, 31,1 km stanowi granicę polsko-słowacką, a 30,9 km w Polsce. Powierzchnia zlewni liczy 2081 km², w tym 1594,1 km² na Słowacji i 486,9 km² w Polsce. Średni roczny przepływ mierzony w Mniszku nad Popradem wynosi 22,3 m³/s.
Poprad tworzy się w słowackiej części Tatr Wysokich, z połączenia Hińczowego Potoku z potokiem Krupa, wypływającym z Popradzkiego Stawu. Najdalej i najwyżej usytuowane źródła ma Hińczowy Potok, wypływający z Wielkiego Stawu Hińczowego na wysokości 1945 m n.p.m. Potoki łączą się w Dolinie Mięguszowieckiej na wysokości 1302 m n.p.m. Okrąża Tatry Wysokie od południa i wpływa na Kotlinę Popradzką. Przepływa przez miasta Poprad oraz Kieżmark i po przepłynięciu na północny wschód między Tatrami Wysokimi i Magurą Spiską a Górami Lewockimi wypływa na Kotlinę Lubowelską. Przed barierą Gór Lubowelskich przepływa przez zabytkowe miasto Lubowlę i zatacza łuk na wschód. Koło wsi Pławiec raptownie skręca na północny wschód, przecina granicę Polski we wsi Čirč, a potem skręca na północny zachód. Przełomową doliną płynie przez Beskid Sądecki, oddzielając od siebie dwa jego główne pasma: Pasmo Radziejowej i Pasmo Jaworzyny. Granicę polsko-słowacką stanowi na dwóch odcinkach – najpierw od Leluchowa do Muszyny (5,1 km), a potem od Legnavy do Piwnicznej-Zdroju (26 km). Wpada do Dunajca między Starym a Nowym Sączem.
Poprad nie ma większych dopływów – stanowią je górskie rzeczki i potoki. Większe z nich to:
- prawobrzeżne: Młynica, Potočký, Hozelský potok, Kamenný potok, Vrbovský potok, Ľubica, Zlatná, Šuplatský potok, Križovevský potok, Holumnický potok, Lomnický potok, Kamrovský potok, Jakubianka, Ľubovnianka, Šambronka, Hromovec, Ľubotínka, Soliská, Smereczek, Kraczoników Potok, Kraczoń, Zimne, Podgórny Potok, Muszynka, Szczawnik, Milicki Potok, Milik, Żegiestowski Potok, Zdziar, Wierchomlanka, Łomniczanka, Jaworzyna, Głęboczanka, Potok Życzanowski, Żeleźnikowski Potok,
- lewobrzeżne: Wielka Huczawa, Haganský potok, Wielicka Woda, Sławkowski Potok, Rovny potok, Červený potok, Zimna Woda, Łomnica, Slavkovský jarok, Stranský potok, Biała Woda Kieżmarska, Hlboká voda, Czarna Woda Rakuska, Bielski Potok, Vojnianský potok, Toporský potok, Hladký potok, Križny potok, Dlhý potok, Rieka, Lackovský potok, Kamienka, Wielki Lipnik, Mały Lipnik, Jarzębiński Potok, Pasterník, Maslienka, Chmielnicki Potok, Údolčanka, Krčmársky potok, Dubničný potok, Podmagurský potok, Kurčinský potok, Podzielne, Hrebeniacky potok, Starina, Zavřřsky potok, Lipnik, Sulinsky potok, Grešácky potok, Hranična, Czercz, Młodowski Potok, Wielka Roztoka, Grabowski Potok, Przysietnicki Potok.

## Znaczenie komunikacyjne i turystyczne doliny Popradu
Doliną Popradu już w średniowieczu wiódł trakt handlowy, łączący Spisz z Małopolską, którego strzegł m.in. Zamek Lubowelski. Sama rzeka miała tu jednak udział nieznaczny. Wspomniany W. Pol pisał, że Poprad żeglownym właściwie nie jest, natomiast dla tratew spławnym mógłby być już powyżej Kieżmarku. W czasie dwóch godzin spływają spławy przestrzeń jednej mili. Kiedy się woda nad zwykły stan na 12 cali podniesie, mogą dopiero iść spławy, lecz i to z wielką trudnością – podawał, wspominając od razu przeszkody dla spławów: Żegludze zawadzają poniżej Kieżmarku jazy; między Lublanami a Sączem ogromne łomy skał leżące w łożu rzéki, szczególniej od sławnéj powodzi z 1813 r., na téj przestrzeni idzie spław trudno, a dla wielkiego niebezpieczeństwa lub zwłoki, obawiając się, częściej przeprawiają towary ze Spiżu do Sącza na osi (tj. wozami).
Obecnie na całej długości słowackiego odcinka rzeki doliną Popradu biegnie droga, stanowiąca przedłużenie korytarza komunikacyjnego doliny górnego Wagu na wschód, do Preszowa (E50). Wzdłuż rzeki - po polskiej stronie granicy - biegnie widokowa droga wojewódzka nr 971 na odcinku z Muszyny do Piwnicznej-Zdroju. Wzdłuż całej polskiej części doliny Popradu przebiega linia kolejowa z Nowego Sącza do granicy w Leluchowie, następnie wiodąca do Pławieca (na Słowacji), skąd dalej w górę doliny Popradu aż do miasta Poprad.
Obszar doliny Popradu (objęty ochroną krajobrazową jako Popradzki Park Krajobrazowy) obfituje w źródła mineralne, w tym w wody termalne. Na bazie tego naturalnego bogactwa rozwinęło się miejscowe lecznictwo uzdrowiskowe. W górnym i środkowym biegu rzeka tworzy kilka przełomów, z których wykorzystany turystycznie jest przełom między Piwniczną-Zdrojem a Rytrem.

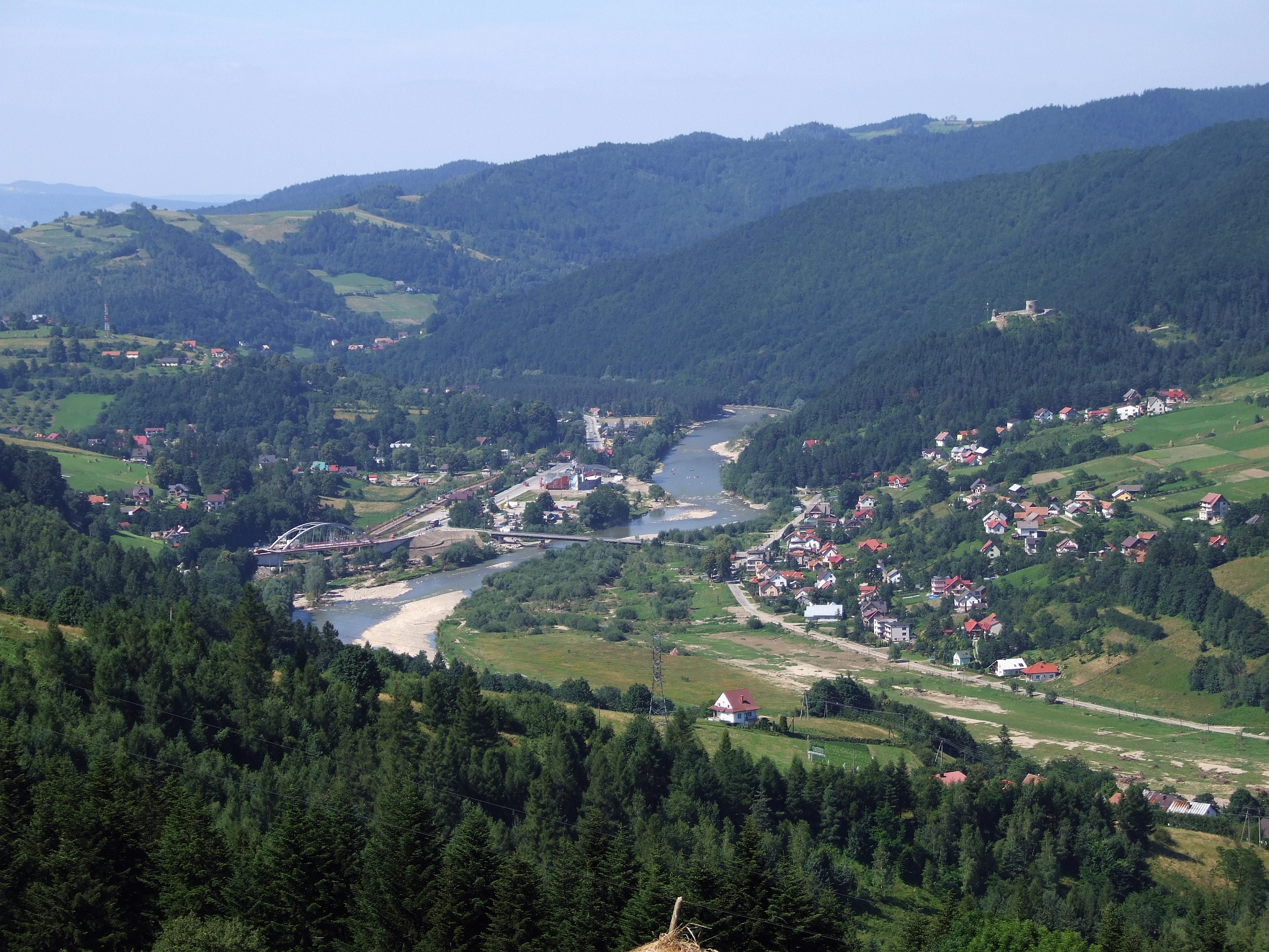
Przełom Popradu w Rytrze
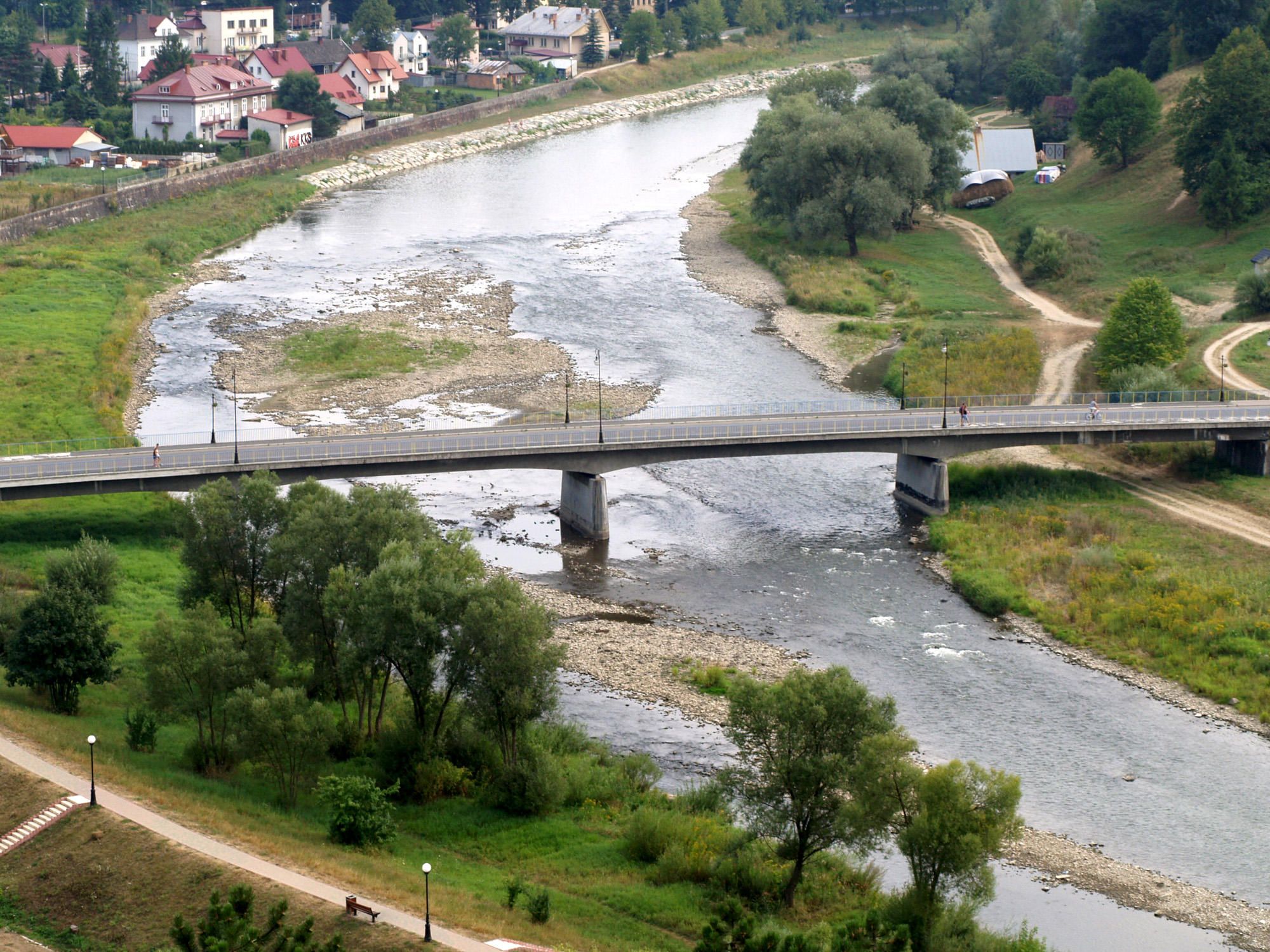
Poprad w Muszynie

## Link zewnętrzny
- Archiwalne zdjęcia rzeki w bibliotece Polona